# Isla Manoel (Malta)
Isla Manoel es un islote de Malta que se encuentra cerca de la ciudad de Gżira. También se la conoce como Isla del Obispo o Gżira tal-Isqof en maltés. está unida por un puente a la ciudad de Gżira.
En el 1643, Jean Paul Lascaris, un Grande Maestro de la Orden de Malta, construyó en ella un hospital para enfermos de peste y de cólera, dos enfermedades muy frecuentes a bordo de los barcos. 
La isla le debe su nombre al Gran Maestro portugués António Manoel de Vilhena, quien en 1726 hizo construir un fuerte en ella.

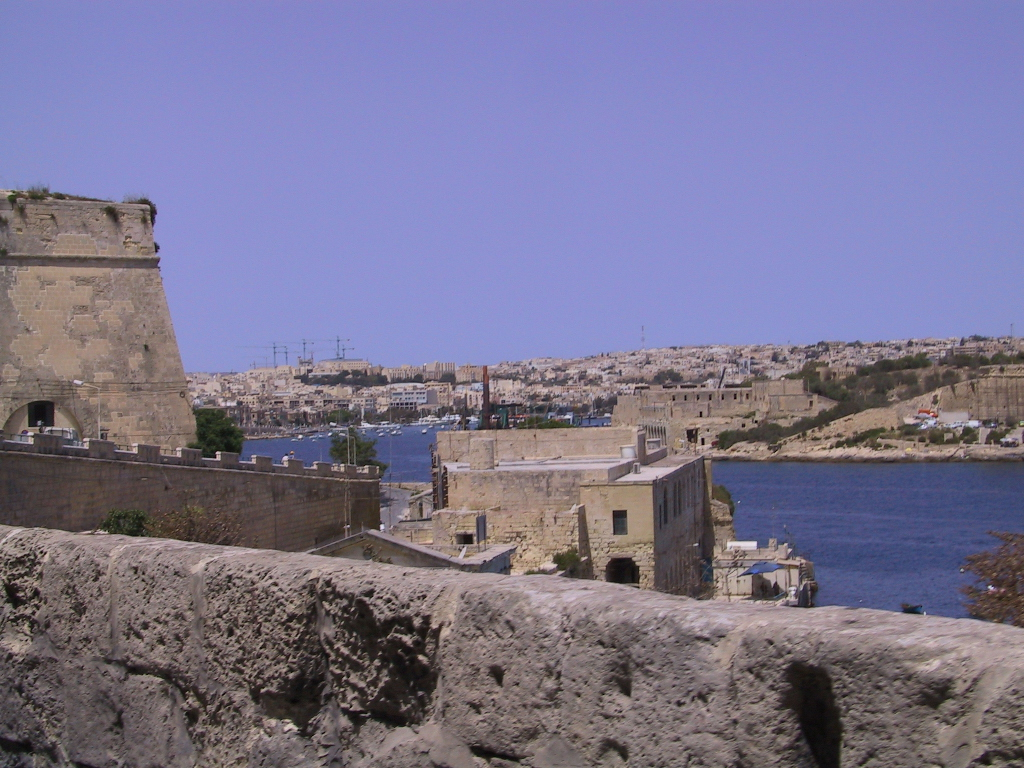
Vista desde la Isla Manoel.

## Geografía
La Isla Manoel es plana, en forma de hoja. Se encuentra en medio del puerto de Marsamxett, con la bahía de Lazzaretto al sur y la bahía de Sliema al norte. La isla está conectada con la isla de Malta por un puente. Toda la isla es claramente visible desde las fortalezas de la capital La Valeta

## Historia
En 1570 la isla pasó a manos del Cabildo de la Catedral de Mdina y pasó a ser propiedad del obispo de Malta. Fue entonces cuando pasó a llamarse la Isla del Obispo. Después de la epidemia de peste de 1592, se construyó allí un hospital de cuarentena, conocido como el Lazzaretto. El hospital consistía en cabañas de madera y fue demolido un año después de que terminara la epidemia.
En 1643, durante el gobierno del Gran Maestre Juan de Lascaris-Castellar, la Orden de san Juan le intercambiaría la isla a la Iglesia a cambio de una finca en Rabat, mandando construir  un hospital permanente para controlar los casos periódicos de peste y cólera que surgían con las visitas de los barcos. El hospital sirvió inicialmente como residencia para pasajeros de barcos en cuarentena. Fue mejorado constantemente durante el periodo en el que gobernaron los Grandes Maestros: Nicolás Cotoner y de Oleza, Gregorio Carafa y Antonio Manoel de Vilhena.
Entre los años 1723 y 1733, durante el gobierno del Gran Maestre António Manoel de Vilhena, se construyó un nuevo fuerte en la isla: Fort Manoel recibiendo su nombre del Gran Maestre y la isla pasó a llamarse a su vez Isla Manoel en honor a este. La fortaleza se considera un ejemplo típico de la ingeniería militar del siglo XVIII. Sus planos originales se atribuyen a René Jacob de Tigné y se dice que fueron modificados por su amigo y socio Charles François de Mondion, enterrado en la cripta debajo del fuerte. El fuerte tiene un magnífico patio de cuatro lados, plaza de armas y arcadas. Hay una capilla barroca dedicada a San Antonio de Padua, administrado directamente por la Orden. Durante el dominio británico, la misión del Hospital continuó y, entre 1837 y 1838, bajo el mando de Sir Henry Bouverie como gobernador, el hospital incluso se amplió. Se utilizó brevemente como cuartel militar, pero se restauró a su función original en 1871. En el siglo XIX, algunas cartas y paquetes entrantes se descontaminaron en la Oficina de Desinfección del hospital para evitar la propagación de enfermedades. Durante la Segunda Guerra Mundial, durante el asedio de Malta, la Isla Manoel y su fuerte se utilizaron como base naval para la Royal Navy, con el nombre en código "HMS Talbot" y "HMS Phoenicia". El fuerte permaneció abandonado durante muchos años y tanto el fuerte Manoel como el Hospital quedaron devastados. La renovación del fuerte comenzó a principios del siglo XXI.

### Actualidad
Actualmente, la Isla Manoel, alberga un astillero de yates y una marina para yates. Desde 2011, el puerto deportivo ha estado bajo una nueva administración y puede albergar embarcaciones de hasta 80 metros de eslora, contando con un total de 350 amarres. El astillero tiene capacidad para yates y catamaranes de hasta 50 metros de largo y desplazamiento de hasta 500 toneladas. El astillero ofrece almacenaje, amarre, reparación y restauración integral de embarcaciones
- Datos: Q949457
- Multimedia: Manoel Island / Q949457